# Esmeralda (BE-43)
Эсмеральда — учебное парусное судно чилийских ВМС постройки середины XX века. Имеет парусную оснастку баркентины.
Было заложено на кадисской верфи в 1946 году, шесть лет спустя судно было продано Чили в рамках погашения долга Испании перед этой страной. 12 мая 1953 было спущено на воду. 15 июня 1954 года был поднят чилийский флаг.

## Служба
«Эсмеральда» служит не только учебным кораблем, но и послом доброй воли. Судно совершало неоднократные трансатлантические экспедиции. За полвека приняло участие в многочисленных регатах, посетило более 300 портов. В 1982 и 1990 годах она удостаивалась награды — Кубка Катти Сарк.